# Robô aspirador
Um aspirador de pó robótico, às vezes chamado de robô aspirador, é um aspirador de pó robótico autônomo que possui um sistema limitado de limpeza de piso por sucção, combinado com sensores, drives robóticos e controladores programáveis com rotinas de limpeza. Os primeiros projetos incluíam operação manual via controle remoto e um modo "autocondução" que permitia que a máquina limpasse de forma autônoma.

Alguns designs utilizam escovas giratórias para alcançar cantos estreitos, e alguns incluem várias funcionalidades de limpeza além da aspiração (como esfregamento, esterilização UV, etc.). Modelos mais recentes utilizam inteligência artificial e aprendizado profundo para um mapeamento mais preciso, identificação de objetos e limpeza baseada em eventos.

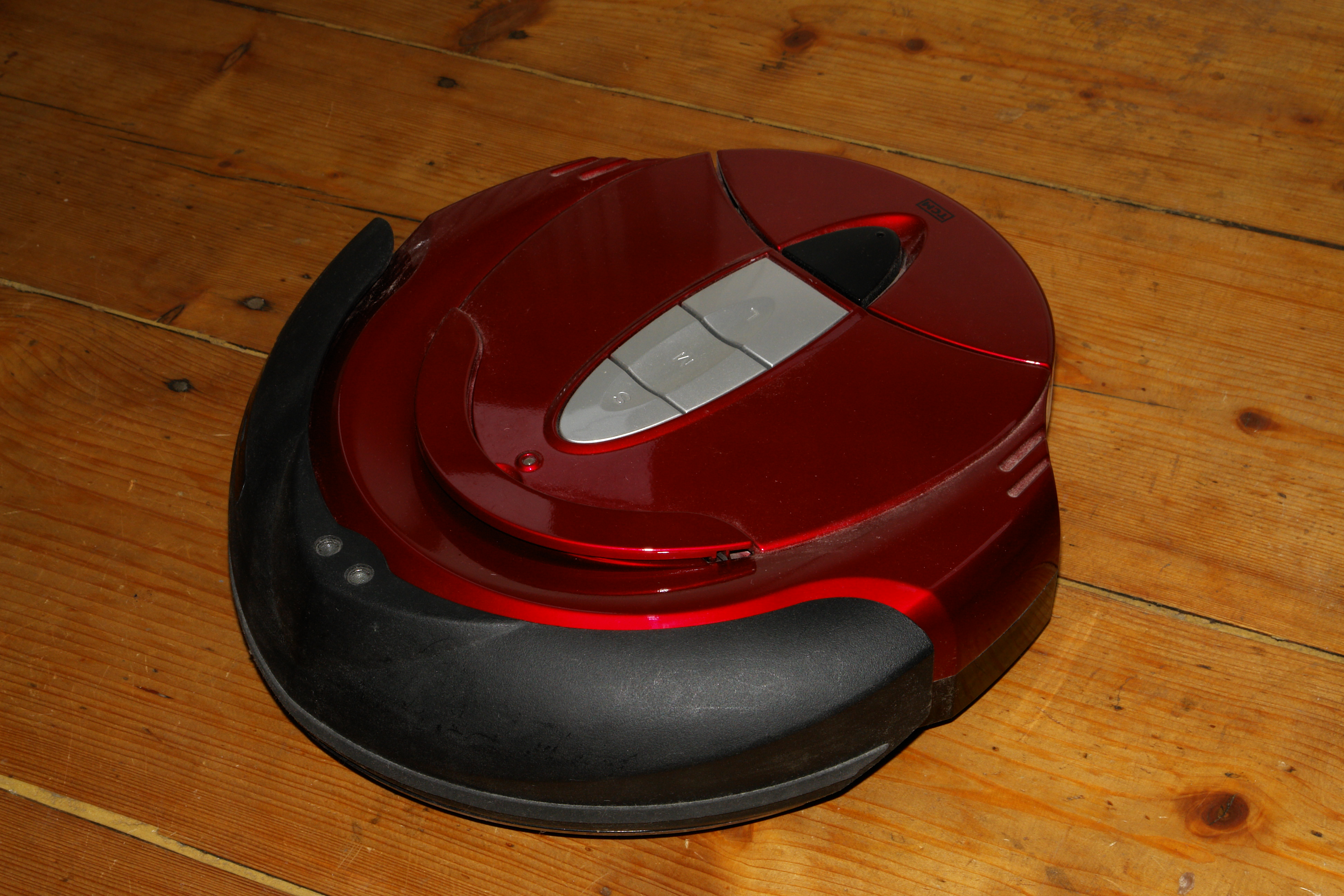
Um robô aspirador

## Diferença do Robô Aspirador e o Convencional
A maior vantagem do robô aspirador é a conveniência. Diferente do aspirador convencional, essa versão autônoma pode fazer todo o trabalho por conta própria.
Outro diferencial é que o robô aspirador costuma ser mais silencioso em comparação com um aspirador de pó normal. Os aspiradores robóticos também são mais compactos, podendo ser guardados embaixo das camas ou escrivaninhas ou em armários, enquanto um aspirador de pó normal requer mais espaço.
No entanto, o aspirador de pó robótico costuma ser mais caro que os aspirador normal. Outra desvantagem é que pode levar muito tempo para aspirar uma área devido ao seu tamanho reduzido.
A maioria dos dispositivos usam escovas giratórias para varrer e alcançar quinas, alguns ainda incluem outros recursos de limpeza (pano úmido, esterilização UV, etc).

## Principais características

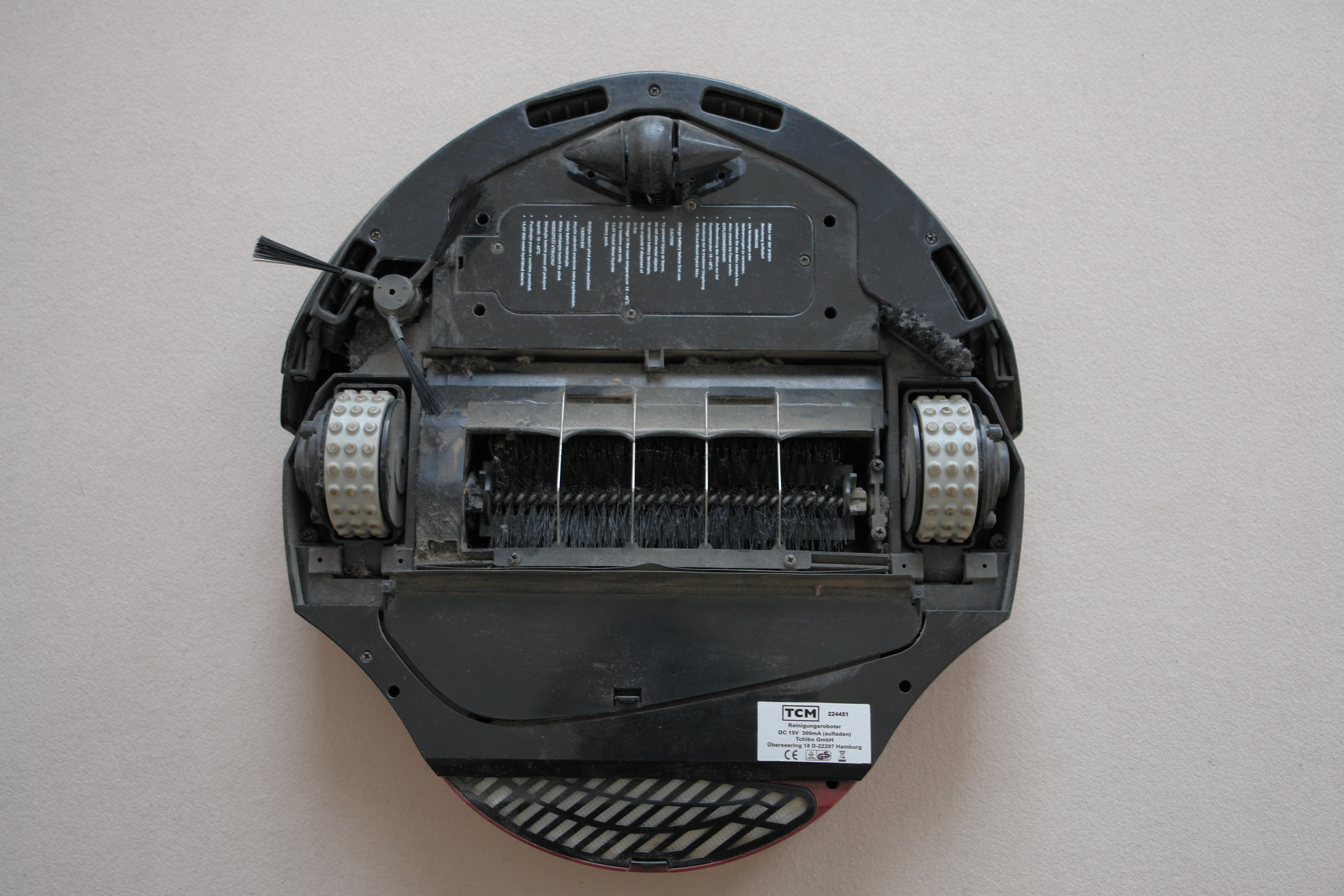
Um robô de limpeza visto de baixo

### MOP (passa pano)
Alguns modelos também podem passar pano para esfregar e aspirar o chão de uma só vez.
Alguns modelos avançados têm um sensor que detecta carpete para não passar pano nessas áreas. No entanto, mesmo sem esse sensor, alguns modelos com mapeamento de ambiente permitem definir regiões sem mop pelo aplicativo para evitar que certas áreas sejam esfregadas.
Em média, esses aspiradores de robô conseguem passar pano em 150m² de uma só vez.
Um robô que passa pano tem melhor performance em piso frio, como azulejo e laminado, mas pode lidar com várias superfícies e vem com uma variedade de modos de limpeza diferentes, oferecendo opções de varrer, aspirar e limpar pisos úmidos ou molhados.

### Mapeamento do Ambiente[11]
Alguns aspiradores robô mais avançados têm a capacidade de mapear o ambiente. Com isso, eles podem planejar rotas mais eficientes e garantir que todos os ambientes sejam limpos de uma vez.

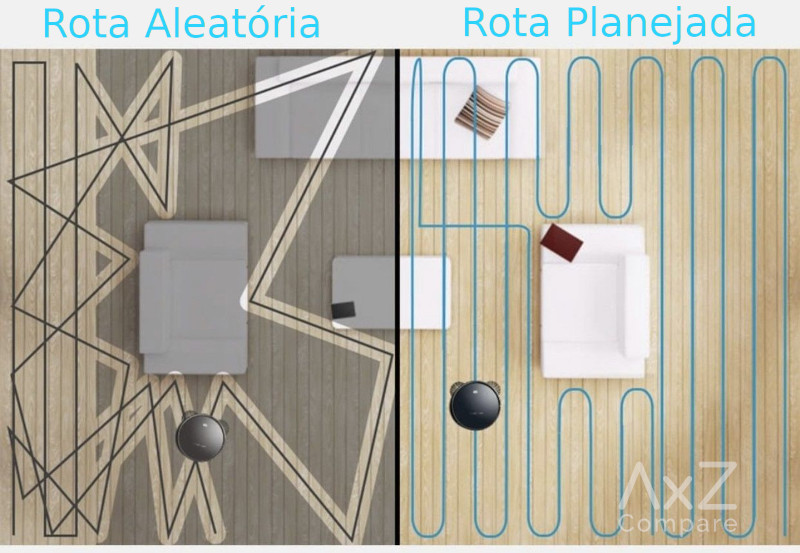
Aspirador Robô - Planejamento de Rota.(Fonte: AxZ Compare)

Isso também permite que ele se lembre de onde está sua base de recarga e consiga voltar, mesmo quando estiver distante.
Os aspiradores mais simples fazem um trajeto aleatório. Dessa forma, o aparelho não garante a limpeza do ambiente inteiro de uma só vez. Ao invés disso, um dia ele pode se dedicar mais a um cômodo, no outro ele vai caprichar mais em outra região.
Modelos mais sofisticados incluem capacidade de mapeamento. A unidade pode usar sistemas guiados por giroscópio, câmera, radar e laser ( sensor de distância a laser ou LDS) para criar uma planta baixa, que pode ser armazenada permanentemente para maior eficiência e atualizada com informações sobre áreas que foram limpas ou não. Assim, a eficiência da limpeza é muito melhorada e a taxa de repetição é reduzida significativamente.
Os modelos com um recurso de várias plantas baixas podem armazenar várias plantas baixas.

### Agendamento
Limpeza diária programada. Defina um horário e seu robô vai ligar sozinho e fazer todo o trabalho para você.

### Filtros HEPA[12]
Os filtros HEPA já são o padrão dos aspiradores de pó robóticos.
Em resumo, é um filtro que remove partículas alérgenas (como poeira, pólen e fezes de ácaros) para que tenha uma atmosfera muito limpa, melhorando sua saúde respiratória.
Se você tem asma, alergia ou outros problemas respiratórios, um bom filtro pode ser um grande diferencial, pois além de limpar o chão, o aspirador vai limpar o ar do seu ambiente.

### Conexão com Alexa / Google Assistente
```
"Alexa, ligar o aspirador robô!"
```

Os aparelhos mais modernos se integram com outros dispositivos, como a Alexa ou Google Assistente.